# Rendistato
Rendistato indica il rendimento annuo lordo di un paniere di titoli di Stato italiani, ossia il rendimento di un campione di titoli pubblici a tasso fisso.
Il paniere su cui si calcola il rendistato è composto da tutti i buoni del tesoro poliennali (BTP) (soggetti a tassazione) quotati sul Mercato telematico delle obbligazioni e dei titoli di Stato (MOT) e aventi vita residua superiore ad un anno.
Il rendistato, calcolato mensilmente dalla Banca d'Italia, viene usato come indice di referenza per numerosi calcoli attuariali. Il paniere è continuamente aggiornato e il rendistato è quindi un tasso di interesse di una obbligazione sintetica a maturità non costante.
Fino al 31 dicembre 2004 la Banca d'Italia calcolava anche il "rendiob", rendimento delle obbligazioni bancarie.
Il rendistato è di frequente utilizzato dagli operatori di mercato come parametro di riferimento nei prestiti a indicizzazione finanziaria.